# Stygocyathura filipinica
Stygocyathura filipinica är en kräftdjursart som först beskrevs av Lazar Botosaneanu och Boris Sket 1999.  Stygocyathura filipinica ingår i släktet Stygocyathura och familjen Anthuridae. Inga underarter finns listade i Catalogue of Life.